# Хольсте, Рудольф
Рудольф Хольсте (нем. Rudolf Holste; 9 апреля 1897 — 4 декабря 1970) — немецкий офицер, участник Первой и Второй мировых войн, генерал-лейтенант, кавалер Рыцарского креста с Дубовыми листьями.

## Первая мировая война
15 августа 1914 года — поступил добровольцем на военную службу, рядовым в артиллерийский полк. С февраля 1915 — унтер-офицер, с мая 1915 — вице-вахмистр. В июле 1915 года — тяжело ранен (в госпитале до марта 1916). С августа 1915 — лейтенант. За время войны награждён Железными крестами обеих степеней и ещё двумя орденами.

## Между мировыми войнами
Продолжил службу в рейхсвере, в артиллерии. К началу Второй мировой войны — командир артиллерийского батальона, подполковник.

## Вторая мировая война
В сентябре-октябре 1939 года — участвовал в Польской кампании, награждён планками к Железным крестам обеих степеней (повторное награждение).
С декабря 1939 года — командир артиллерийского полка.
В мае-июне 1940 года — участвовал во Французской кампании.
С 22 июня 1941 года — участвовал в германо-советской войне (командир артиллерийского полка 1-й танковой дивизии). За бои под Москвой в декабре 1941 года награждён Золотым немецким крестом.
С февраля 1942 года — полковник. В апреле 1942 — награждён Рыцарским крестом и назначен командиром кавалерийского отряда особого назначения (в составе трёх конных полков). С 24 июля 1942 — в командном резерве.
В январе-мае 1943 года — временно командовал 14-й моторизованной дивизией. С декабря 1943 по февраль 1944 — в штабе восточных войск (Osttruppen).
В феврале-мае 1944 года — командир боевой группы на северном участке Восточного фронта. С июля 1944 — командир 4-й кавалерийской бригады. В августе 1944 — награждён Дубовыми листьями к Рыцарскому кресту (за бои в ходе советской операции «Багратион»). С ноября 1944 — генерал-майор.
С февраля 1944 года — командир 4-й кавалерийской дивизии, бои против советских войск в Венгрии. 20 апреля 1945 — назначен командующим 41-м танковым корпусом и произведён в звание генерал-лейтенанта, затем неудавшаяся попытка прорваться в окружённый советскими войсками Берлин. В мае (после падения Берлина) корпус отошёл на запад.
После капитуляции Германии 8 мая 1945 генерал-лейтенант Хольсте был взят в американский плен и отпущен на свободу в 1947 году.

## Награды
- Железный крест (1914) 2-го класса (24 июля 1915)
- Железный крест (1914) 1-го класса (16 ноября 1917)
- Ганзейский крест Гамбурга
- Нагрудный знак «За ранение» (1918) чёрный
- Почётный крест Первой мировой войны 1914/1918 с мечами
- Пряжка к Железному кресту (1939) 2-го класса (19 сентября 1939)
- Пряжка к Железному кресту (1939) 1-го класса (14 октября 1939)
- Немецкий крест в золоте (24 декабря 1941)
- Рыцарский крест Железного креста с дубовыми листьями
  - рыцарский крест (6 апреля 1942)
  - дубовые листья (№ 561) (27 августа 1944)
- Упоминание в Вермахтберихт (8 августа 1944)